# 眠山站
眠山站是昆明地铁3号线的地铁车站，位于中华人民共和国云南省昆明市西山区与五华区交界处人民西路与春雨路交叉口东侧，于2017年8月29日开通。

## 车站结构
眠山站位于人民西路与春雨路交叉口东侧，沿人民西路设置，呈东西走向，为地下两层岛式站台车站，车站长179米，标准段宽19.7米，车站地下一层为站厅层，地下二层为站台层，站台设置全高站台门。
| 地面              | 出入口 | A、B、D出入口 |
| 地下一层          | 站厅   | 客服中心、自动售票机、验票机                                                                                          |
| 地下二层          | 站台   | \| \| \| █ 3号线往西山公园（西部汽车站） \| \| 島式 · 開左邊车门 \| \| \| \| \| \| █ 3号线往东部汽车站（昌源中路） \| |
|                   |        | █ 3号线往西山公园（西部汽车站）                                                                                       |
| 島式 · 開左邊车门 |        | |
|                   |        | █ 3号线往东部汽车站（昌源中路）                                                                                       |

## 出入口
眠山站目前开放3个出入口，各出口及周围设施如下所示：
| 编号                  | 地点     | 建议前往的目的地 | 照片 |
| --------------------- | -------- | ---------------- | ---- |
| 出口 · A · 升降机标志 | 人民西路 | 兰亭上锦         |      |
| 出口 · B              | 人民西路 |                  |      |
| 出口 · D              | 人民西路 | 西府景苑         |      |
| 註： 設有             |          |                  |      |

## 接驳交通

### 公交车
- 眠山车场：6路，7路，54路，66路，75路，101路，116路，146路，185路，203路，206路，231路，C11路，C3路，C8路，CJ29路，K25路，K52路，Z151路，Z31路，Z62路
- 眠山地铁站：54路，Z62路，安宁K6路

## 车站历史
- 2011年11月25日，车站主体结构封顶[2]。
- 2017年8月29日，车站随3号线通车开通[1]。
- 2020年1月30日，受新冠疫情影响，车站暂停运营[3]。3月18日，车站恢复运营[4]。